# Arthur (Europa-Park)
Pour les articles homonymes, voir Arthur et les Minimoys et Arthur.
Ne doit pas être confondu avec Arthur, l'Aventure 4D.
Arthur sont des montagnes russes en métal du parc allemand Europa-Park. Née de la collaboration entre la famille Mack, à la tête du parc et Luc Besson, l'attraction a été créée par l'architecte Frédéric Pastuszak, cette attraction est basée sur le thème des films Arthur et les Minimoys. Son ouverture officielle s'est déroulée fin juillet 2014.

## Historique

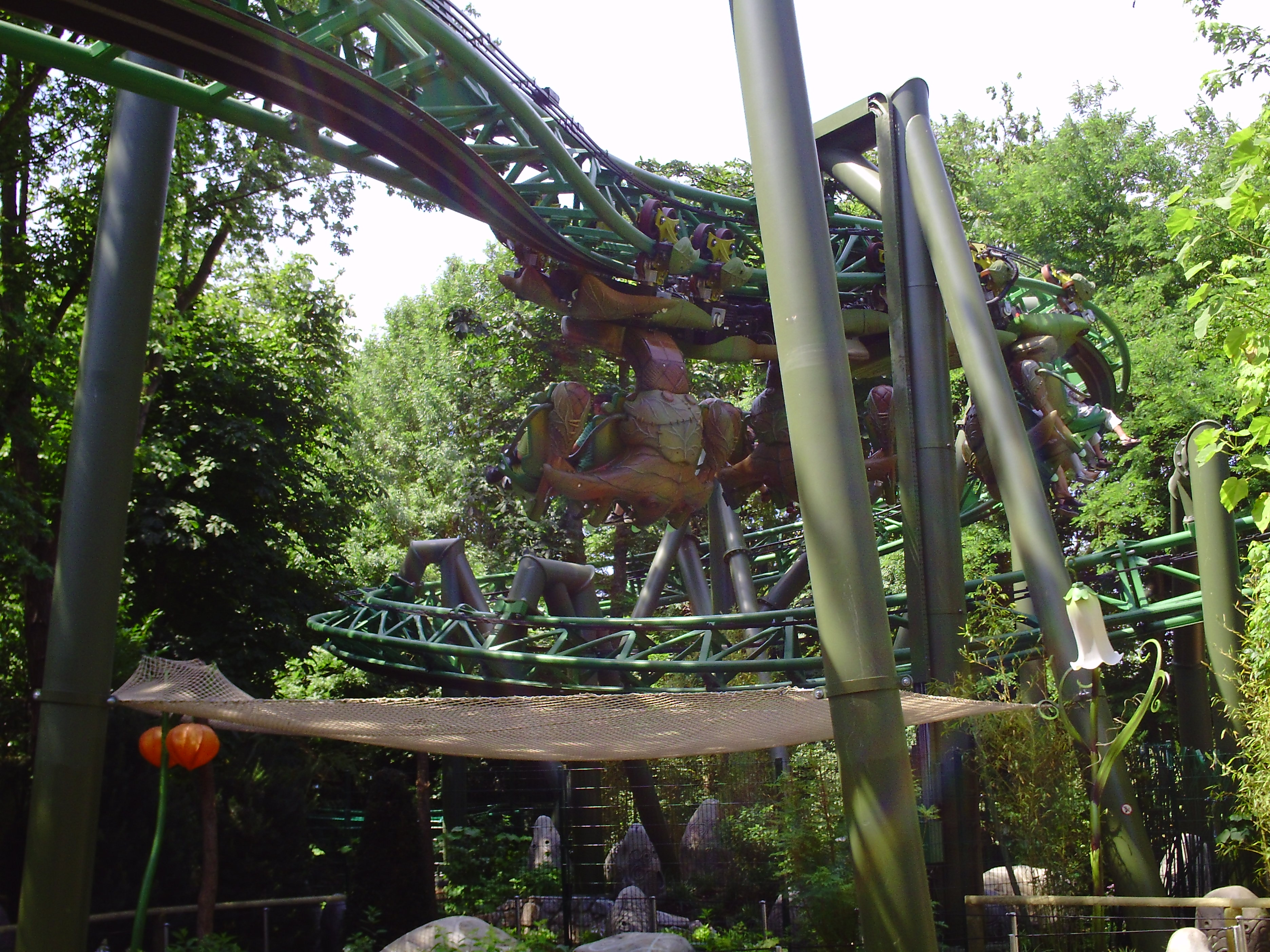
Train sur le parcours.

Europa-Park annonce officiellement à la presse le projet d'une nouvelle zone sur le thème d'Arthur et les Minimoys à la mi-novembre 2012. À Europa-Park, un preview center est installé pour présenter au public les premiers dessins et maquettes de l'attraction et de sa zone.
Initialement prévue pour le 5 avril 2014, son ouverture est reportée au printemps 2014, puis à la fin du printemps 2014, et enfin aux premiers jours de l'été 2014.
Le mercredi 28 mai 2014, un accident a lieu lors de tests de l'attraction : un wagon percute alors deux ouvriers. Ces derniers sont blessés, dont un grièvement. Celui-ci décédera malheureusement quelques jours plus tard. Après plusieurs semaines de report, les premiers tests publics commencent à s'effectuer à partir du 18 juin 2014. Finalement, après 4 mois de retard, l'attraction ouvre officiellement à la toute fin juillet 2014.
L'attraction est inaugurée officiellement en présence de Luc Besson et de Roland Mack le 18 septembre 2014,.

## Description
Cette attraction, présentée par le parc comme une nouveauté mondiale, est conçue et réalisée par Mack Rides, agrémentée d'animatroniques et de décors de Life Formations, Heimotion et P&P Projects. Il s'agit du premier exemplaire du modèle Powered Inverted Coaster. Les visiteurs sont installés dans des wagons à propulsion électrique suspendus aux rails qui tournent sur eux-mêmes ; l'attraction fait donc partie des types montagnes russes à véhicules suspendus, montagnes russes E-Powered et montagnes russes tournoyantes. Le parcours d'une longueur de 550 mètres se situe en grande partie en intérieur mais comporte également une section extérieure,.
Le budget de 25 millions d'euros représente, à l'époque, le plus gros investissement du parc pour une attraction depuis son ouverture.

## Thème
Le thème de l'attraction est celui des films Arthur et les Minimoys, réalisés par le français Luc Besson. C'est la première fois qu'Europa-Park signe un accord avec une marque de divertissement.
Il s'agit d'une chasse au trésor à travers le Royaume des 7 Terres avec de nombreux effets spéciaux. L'attraction est rythmée par des accélérations contrôlées et les wagons suspendus donneront aux passagers l'impression de voler. L'attraction se situe dans une nouvelle zone couverte sur le thème de la trilogie cinématographique Arthur et les Minimoys près de la Forêt enchantée. Cette zone contient également un restaurant et des attractions pour enfants (une tour de chute familiale de Zierer, un manège Jump Around de Zamperla et des toboggans d'Atlantics).

## Restrictions
Europa-Park a fixé des limites de taille et d'âge pour Arthur : les usagers de l'attraction doivent mesurer 1 mètre et être âgés de 4 ans au minimum.